# Peter Rowe (Politiker)

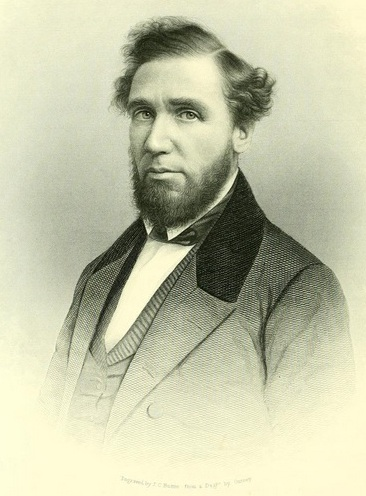
Peter Rowe

Peter Rowe (* 10. März 1807 in Crescent, New York; † 17. April 1876 in Schenectady, New York) war ein US-amerikanischer Jurist und Politiker. Zwischen 1853 und 1855 vertrat er den Bundesstaat New York im US-Repräsentantenhaus.

## Werdegang
Peter Rowe wurde ungefähr fünf Jahre vor dem Ausbruch des Britisch-Amerikanischen Krieges in Crescent im Saratoga County geboren. Er schloss seine Vorstudien ab und graduierte dann an der Schenectady Academy. Danach ging er kaufmännischen Geschäften nach. Er arbeitete als Chief Auditor bei der New York Central Railroad. Zwischen 1846 und 1850 war er Bürgermeister in Schenectady. Politisch gehörte er der Demokratischen Partei an.
Bei den Kongresswahlen des Jahres 1852 für den 33. Kongress wurde Rowe im 18. Wahlbezirk von New York in das US-Repräsentantenhaus in Washington, D.C. gewählt, wo er am 4. März 1853 die Nachfolge von Preston King antrat. Er schied nach dem 3. März 1855 aus dem Kongress aus.
Am 17. April 1876 verstarb er in Schenectady und wurde dann auf dem Vale Cemetery beigesetzt.